# Labeo worthingtoni
Labeo worthingtoni är en fiskart som beskrevs av Fowler, 1958. Labeo worthingtoni ingår i släktet Labeo och familjen karpfiskar. Inga underarter finns listade i Catalogue of Life.